# 于門
于門，四川拳術，為中國武術流派之一。

## 源流
據傳出於明朝于謙，故名于門，至清朝末年時傳至四川開縣的蔡平川，蔡平川又傳給石柱縣的秦本培，秦本培又傳給謝上雲、譚光然，後流傳至今。

## 介紹
于門武功的步法以虛為主，靈活多變，容易閃讓進退，靈活多變，以柔為主，柔中有剛，以柔克剛，防中有攻，後發制人。以守為主，以逸待勞。眼觀四面、耳聽八方，虛虛實實，見勢變招。

## 招式
于門武功招式套路包含，支子拳、綿掌、半個燕青拳、器械套路則有南陽刀、滾龍刀、無名刀、棍路。